# OzeArv
OzeArv (Lisboa, 1980), nome artístico de José Carvalho, é um renomado artista visual baseado na capital portuguesa.
Após concluir os seus estudos em artes visuais na Escola Superior de Artes e Design de Caldas da Rainha, pertencente ao Instituto Politécnico de Leiria, iniciou a sua carreira criando murais e peças de arte nas ruas de Lisboa, rapidamente destacando-se pelo seu estilo distinto e envolvente.
Os seus murais frequentemente exibem representações vivas e coloridas de aves e elementos da natureza, que transmitem a beleza e a vulnerabilidade do ambiente natural. Embora a arte de rua possa ser efémera, OzeArv tem feito contribuições significativas e duradouras ao cenário urbano com as suas criações. Muitas das suas obras têm sido expostas em diversas cidades ao redor do mundo, de Lisboa a Berlim, passando por outros locais.
Como artista prolífico, está sempre a explorar novos horizontes com a sua arte, adotando técnicas inovadoras e estilos variados para produzir peças que são tanto visualmente impressionantes quanto profundamente emotivas. A sua paixão e dedicação à arte ressoam com pessoas de diversos backgrounds.
Em 2022, OzeArv foi reconhecido juntamente com os artistas Regg e MrKas, como um dos criadores de um dos cem melhores murais de arte urbana globalmente pela Street Art Cities, a maior comunidade digital do segmento, graças ao seu mural "Fado Tropical em Tons RGB".
Adicionalmente, o seu mural no túnel que faz parte do Corredor Verde do Vale de Alcântara, a convite da Câmara Municipal de Lisboa e da Galeria de Arte Urbana, bem como a obra "A Alegria de um Caos Constante", pintada em 2024 num muro exterior da Escola Secundária Gil Vicente, na Graça, são exemplares de seu impacto contínuo no campo da arte urbana.